# کوچکوواتکا
کوچکوواتکا (به لاتین: Kochkovatka) یک منطقهٔ مسکونی در روسیه است که در استان آستراخان واقع شده‌است.